# Nebetouou
Nebetouou est une divinité égyptienne agricole de la fécondité, elle a été assimilée à Ermouthis, la déesse des récoltes.
Son nom signifie : La dame du district fertile, la dame des oasis.
Elle a été adorée à Esna comme épouse de Khnoum-Ré dont le fils est Heqa. Elle est alors la forme favorable de Menhit.